# الیزابت خلیرد
الیزابت روزتا خلیرد لوونشتاین (به هلندی: Elisabeth Rozetta Geleerd Loewenstein) (زادهٔ ۲۰ مارس ۱۹۰۹ – درگذشتهٔ ۲۵ مه ۱۹۶۹) روان‌کاو هلندی-آمریکایی بود. او در خانواده‌ای از طبقهٔ متوسط روبه‌بالا در روتردام زاده شد و روان‌کاوی را ابتدا در وین و سپس در لندن زیر نظر آنا فروید آموخت. خلیرد در طول حرفه‌اش در ایالات متحده، به یکی از برجسته‌ترین متخصصان روان‌کاوی کودکان و نوجوانان ایالات متحده در میانهٔ قرن بیستم تبدیل شد.
خلیرد در روان‌کاویِ روان‌پریشی، از جمله اسکیزوفرنی، تخصص داشت و نویسنده‌ای تأثیرگذار در زمینهٔ روان‌کاوی اسکیزوفرنی دوران کودکی بود. او از نخستین نویسندگانی بود که مفهوم اختلال شخصیت مرزی در دوران کودکی را مورد بررسی قرار داد.
خلیرد در سال ۱۹۴۶ با همکار خود، رودولف لوونشتاین، ازدواج کرد و تا پایان عمر همراه او بود. آنها صاحب یک فرزند شدند. خلیرد به‌عنوان درمانگری ماهر و دارای همدلی بسیار شهرت یافت و از او به‌عنوان فردی «حساس، جستجوگر و رمانتیک» یاد می‌شد. او همچنین به‌عنوان اندیشمندی مستقل شناخته می‌شد که حتی زمانی که موضوعات مورد بحث به‌قدری حساس بودند که دیگر روانکاوان از آن‌ها اجتناب می‌کردند، ایده‌های خود را با قاطعیت مطرح می‌کرد. خلیرد بخش زیادی از دوران بزرگسالی خود را با بیماری مزمن سپری کرد و سرانجام در سال ۱۹۶۹ در سن ۶۰ سالگی، در نیویورک درگذشت.

## اوایل زندگی
الیزابت روزتا خلیرد در ۲۰ مارس ۱۹۰۹ در روتردام در یک خانوادهٔ یهودی‌تبار آتئیست زاده شد. او در میان سه فرزند خانواده، بزرگ‌ترین فرزند بود. پدرش، موزس، تدارک‌گر کشتی بود و مادرش، برتا (متولدشده با نام خانوادگی هاس) نام داشت. پدر خلیرد بازرگانی ثروتمند بود و از این رو وی در محیطی با سطح طبقهٔ متوسط روبه‌بالا بزرگ شد. مادرش، برتا، در دوران کودکی او، مبتلا به سل بود و زمانی که خلیرد حدوداً ۹ یا ۱۰ ساله بود، در اثر این بیماری درگذشت. پس از آن، او و برادرانش، یاپ و بندیکتس، تحت سرپرستی عمه‌شان قرار گرفتند. این اتفاق برای خلیرد تجربه‌ای منفی بود؛ بنابراین وی در اوایل دوران نوجوانی، به خانهٔ پدرش بازگشت. پدرش فردی دور از دسترس و معمولاً درگیر کارش بود؛ هرچند که از دخترش در آرزوی پزشک شدنش حمایت می‌کرد.
چند سال پس از مرگ مادر خلیرد، برادرش، یاپ، نیز بر اثر بیماری سل درگذشت. این اتفاقات مشوق خلیرد شد که در دانشگاه لیدن پزشکی بخواند. او در سال ۱۹۳۶ موفق به دریافت مدرک دکترای پزشکی شد. وی سپس به وین رفت تا تحت نظر آنا فروید روان‌کاوی بیاموزد. مطالعات خلیرد در مؤسسهٔ روانکاوی وین، به گفتهٔ دوستش، هلن تارتاکوف، «حتی در دههٔ ۱۹۳۰ نیز نوعی طغیان علیه سنت‌ها» تلقی می‌شد. در سال ۱۹۳۸، مطالعات او به دلیل گسترش حضور نازی‌ها در اتریش مختل شد و او برای تکمیل آموزش‌هایش به لندن نقل مکان کرد. پس از مهاجرت، او با روانکاوانی مانند روت مک برانزویک همکاری کرد تا به دیگر افرادی که از وین گریخته بودند، کمک کند.
در آن زمان، به دلیل افزایش حضور نازی‌ها در هلند، پدر و برادر خلیرد به ترتیب به جنوب فرانسه و سوئیس مهاجرت کردند؛ این امر سبب شد که ارتباط خلیرد با کشورش به‌کل قطع شود. خلیرد رابطه‌ای پیچیده با هلند داشت؛ او هلند را دارای فرهنگی محدودکننده و خفقان‌آور می‌دانست و حتی در خانهٔ خود احساس غریبی می‌کرد.

## شکل‌گیری حرفه
خلیرد در لندن به مطالعات خود تحت نظر آنا فروید ادامه داد و به یکی از دانشجویان ممتاز او تبدیل شد. او به دلیل اندیشهٔ مستقل و سبک میان‌فردی‌اش شناخته می‌شد. خلیرد ایده‌هایش را، حتی اگر موضوعات مطرح‌شده برای همکارانش حساس یا ناخوشایند تلقی می‌شد، با قدرت و قاطعیت ارائه می‌داد. تحقیقات او بعدها توسط آنا فروید در برخی از مهم‌ترین نشریات فروید در دهه‌های ۱۹۵۰ و ۱۹۶۰ مورد استناد قرار گرفت. خلیرد در طول دوران حضورش در لندن، به‌عنوان روان‌پزشک در بیمارستان مادزلی در دانمارک هیل فعالیت داشت و در کلینیک تاوی‌استاک در سوئیس کاتیج به درمان پناهندگان جنگی فرانسوی می‌پرداخت.
در سال ۱۹۴۰، خلیرد به تشویق دوستانش که در ایالات متحده ساکن بودند، به این کشور مهاجرت کرد. او ابتدا در توپکا، کانزاس ساکن شد و در نیمهٔ اول دهه ۱۹۴۰ در کلینیک کارل منینگر مشغول به کار شد. در این دوره، او با الهام از تجربیاتش در درمان کودکان آواره در لندن، در زمینهٔ آگاهی‌بخشی به والدین فعالیت کرد تا آن‌ها را تشویق کند که در مورد جنگ جهانی دوم با فرزندانشان صحبت کنند و از پنهان کردن وجود و پیامدهای آن خودداری کنند. در سال ۱۹۴۶، خلیرد به نیویورک نقل‌مکان کرد و با روانکاو همکار خود، رودولف لوونشتاین، ازدواج کرد. آن‌ها صاحب یک پسر به نام ریچارد لوونشتاین شدند که بعدها روان‌پزشک شد.

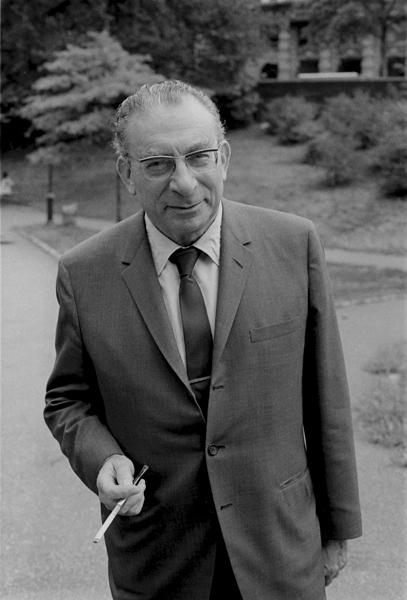
رودولف لوونشتاین

در طول این دوران، خلیرد به موازات بیماری مزمن خود، هم به خانواده و هم به کارش رسیدگی می‌کرد. او در سال ۱۹۴۷ به عنوان روان‌کاو آموزشی در مؤسسه روانکاوی نیویورک منصوب شد و نقش مهمی در توسعهٔ برنامه‌های روانکاوی کودک و نوجوان این مؤسسه ایفا کرد. در سال ۱۹۵۵، او به عضویت کمیتهٔ آموزشی مؤسسه درآمد.
در اواخر دهه ۱۹۴۰ یا اوایل دهه ۱۹۵۰، او شش ماه را در بیمارستان ماونت ساینای گذراند و به تأسیس بخش روان‌پزشکی کودک این بیمارستان کمک کرد. با این حال، خلیرد احساس می‌کرد مناسب ماونت ساینای نیست و زودتر از آنچه انتظار می‌رفت از این نقش کناره‌گیری کرد. هم‌دوره‌ای‌های او در حوزهٔ روان‌کاوی کودکان نیز از این بخش انتقاد کردند و کیفیت آن را در مقایسه با کیفیت کار بیمارستان در زمینهٔ سلامت روان بزرگسالان، ضعیف می‌دانستند.

## کمک‌های برجسته به روان‌کاوی کودکان
خلیرد متخصص روان‌کاوی کودک و نوجوان بود. او به دلیل نقش مهمی که در مؤسسهٔ روان‌کاوی نیویورک ایفا کرد، به یکی از تأثیرگذارترین روان‌کاوان در عرصهٔ روانکاوی آمریکایی در میانهٔ قرن بیستم تبدیل شد. خلیرد علاقهٔ خاصی به روانکاوی کودکان مبتلا به اسکیزوفرنی داشت. در آن دوره، تشخیص اسکیزوفرنی برای کودکانی که مشکلات رفتاری داشتند رایج بود؛ اما امروزه بسیاری از علائمی که در آن زمان در کودکان، مربوط به اسکیزوفرنی تلقی می‌شد، مربوط به اختلالات طیف اوتیسم طبقه‌بندی می‌شود.
در سال ۱۹۴۶، خلیرد مقاله‌ای دربارهٔ کودکان دارای مشکلات رفتاری منتشر کرد. او این کودکان را مستعد ابتلا به اسکیزوفرنی می‌دانست و معتقد بود که مشکلات رفتاری آن‌ها، خود نشانه‌ای از روان‌پریشی است. او باور داشت که استفاده از روانکاوی می‌تواند به این کودکان کمک کند و اظهار داشت که روانکاوی، ممکن است روند این بیماری را به شکلی مثبت تحت تأثیر قرار دهد و آن را بهبود ببخشد.
خلیرد یکی از نخستین روان‌کاوانی بود که احتمال وجود اختلال شخصیت مرزی در کودکان را در نظر گرفت. او در سال ۱۹۵۸، نظریه‌ای را که مارگارت مالر در سال ۱۹۴۹ دربارهٔ سه گروه از کودکان مطرح کرده بود، گسترش داد. این نظریه، شامل این سه گروه بود: کودکان اوتیستیک، کودکان روان‌پریش و «گروه سوم». خلیرد علائمی را که در کودکان گروه سوم دیده می‌شد، با علائم افراد بزرگسالی که مبتلا به اختلال شخصیت مرزی بودند، مقایسه کرد. تحقیقات او در دههٔ ۱۹۶۰ توسط سارا کوت روزنفلد، یکی از اعضای اولین گروه دانشجویان مرکز آنا فروید، و در دههٔ ۱۹۷۰ توسط فرد پاین — که در مرکز پزشکی جکوبی، مدیر روان‌پزشکی کودکان بود و بعدها در کالج پزشکی آلبرت اینشتین استاد روان‌پزشکی شد — گسترش یافت.
خلیرد پیرو مکتب «فرویدی» یا «کلاسیک» روان‌کاوی کودک و منتقد مکتب ملانی کلاین بود. او برخی نظرات کلاین را، مانند اهمیت نخستین سال زندگی در رشد روان‌شناختی، پذیرفت؛ اما با اکثر آن‌ها مخالف بود. خلیرد در زمینهٔ روان‌پریشی، بیش از هر چیز دیگر با کلاین هم‌عقیده بود. او با موضع تساهل‌گرایانهٔ مکتب کلاینی در اعطای آزادی کامل به کودکان، مخالف بود و باور داشت که روش‌های درمانی سختگیرانه‌تری برای درمان مورد نیاز است. در سال ۱۹۶۸، خلیرد کتاب روان‌کاو کودک در کار را تألیف کرد. این کتاب مجموعه‌ای از گزارش‌های موردی است که هدف آن ارائهٔ تصویری از تکنیک‌های روان‌کاوی فرویدی برای کودکان است. خلیرد این کتاب را در پاسخ به کتاب‌هایی که فرایند درمان کلاینی را بدون هیچ معادل فرویدی توضیح می‌دادند، نوشت. منتقدان مختلفی این کتاب را «تصویری عالی از روان‌کاوی کلاسیک کودکان» توصیف کردند، اما آن را به‌دلیل اینکه تألیفی از مقالات از پیش موجود بود، فاقد تمرکز لازم دانستند. برخی آن را «مقدمه‌ای قابل فهم» بر این موضوع معرفی کردند، ولی آن را برای مخاطبانی که با موضوع هیچ آشنایی نداشتند، کمی پیچیده می‌دانستند. از دیدگاه برخی هم این کتاب به‌گونه‌ای «تحسین‌برانگیز» از خود در برابر نقدهای معاصری که به روان‌کاوی به‌عنوان یک رشته وارد می‌شود، دفاع می‌کند.
خلیرد به‌دلیل کار بالینی خود، به‌عنوان روانکاوی ماهر و همدل شهرت یافت. تارتاکوف او را دارای «حساسیت و همدلی غیرعادی برای جوانان» توصیف کرد. نلی ال. تامپسون، تاریخ‌نگار آمریکایی، خلیرد را «حساس، جستجوگر و رمانتیک» توصیف کرد که از نظرش با ظاهر «نئوکلاسیک و ظریف» او مطابقت داشت. تمرکز بالینی خلیرد، بر اختلالات روانی شدید و روان‌پریشی بود و او به دنبال راه حل‌های درمانی برای اختلالات روانی پیچیده‌تر از روان‌نژندی می‌گشت. خلیرد در حرفه‌اش، تمرکزی ویژه بر اسکیزوفرنی داشت و اسکیزوفرنی موضوع بسیاری از آثار نوشتاری او بود.

## مرگ
در دههٔ ۱۹۶۰، خلیرد توجه خود را به جنبه‌های انطباقی سازوکارهای دفاعی آن‌من مانند انکار و بازگشت، از جمله نقش این سازوکارهای دفاعی در نوجوانی طبیعی، معطوف کرد. او به ویژه به اهمیت احتمالی بازگشت در رشد طبیعی نوجوانان علاقه‌مند بود؛ این ایده توسط ژان پیاژه نیز مطرح شده بود. خلیرد در زمان مرگش، مشغول نگارش کتابی در مورد روان‌کاوی و رشد نوجوانان بود.
خلیرد در ۲۵ مه ۱۹۶۹، کمتر از یک ماه پس از شرکت در پنجاه و ششمین نشست سالانهٔ انجمن روان‌کاوی آمریکا، در نیویورک سیتی در سن ۶۰ سالگی درگذشت. وی پیش از همسرش که در سال ۱۹۷۶ درگذشت و معلمش، آنا فروید، فوت کرد.

## واژه‌نامه
1. ↑  Moses
2. ↑  Bertha
3. ↑  Haas
4. ↑  Yap
5. ↑  Benedictus
6. ↑  Helen Tartakoff
7. ↑  Sara Kut Rosenfeld
8. ↑  Fred Pine
9. ↑  The Child Analyst at Work
10. ↑  Nellie L. Thompson
11. ↑  ego defense mechanisms